# Muracypraea mus
Muracypraea mus (Linnaeus, 1758) è un mollusco gasteropode marino della famiglia Cypraeidae. È l'unica specie nota del genere Muracypraea Woodring, 1957.

## Distribuzione e habitat
Vive nelle acque atlantiche di Colombia e Venezuela.

## Tassonomia
Sono note le seguenti sottospecie:
- Muracypraea mus mus (Linnaeus, 1758)
- Muracypraea mus bicornis (G.B. Sowerby II, 1870)
- Muracypraea mus donmoorei Petuch, 1979